# Havechampignon
Have-Champignon (Agaricus bisporus) er en almindelig svamp, der ofte benyttes som tilbehør i forarbejdede madvarer eller i salater. Den vokser vildt i Danmark, og er derudover langt den mest forhandlede dyrkede champignon. I handel og opskrifter kaldes de som oftest blot "champignoner", eventuelt "hvide" eller "brune" - der er tale om varianter af samme art. Portobello-svampe er ligeledes samme art, blot i et senere stadie.

## Tilberedning
Champignoner bliver mindre, når de steges, da de har et stort vandindhold. Det er udbredt at tilberede svampene i retter, stegt i smør serveret til pålæg og i særdeleshed leverpostej eller ved kogning med mælkeprodukter til sovse, med enkelte krydderier.

### Mulig toksikologi
Champignoner indeholder derivater af phenylhydrazin, der mistænkes for at være kræftfremkaldende. De indeholder dog ikke meget af stoffet, og stoffet svinder ind i mængde under tilberedning. Derfor anbefaler fødevarestyrrelsen at man ikke spiser rå champignon i større mængder, og vurderer at den gennemsnitlige danskers årlige brug på 2 kg årligt (2004) som moderat, men mængder højere end dette muligvis kan være skadelig, hvis phenylhydrazin viser sig at være kræftfremkaldende. Kræftens bekæmpelse beskriver stoffet som direkte kræftfremkaldende, men der syntes ikke at findes definitive studier, der kan be- eller afkræfte mistanken pr. 2021 eller i hvilket mængde stoffet måtte vise sig problematisk.